# 聖胡安德哈爾帕區
聖胡安德哈爾帕區（西班牙語：Distrito de San Juan de Jarpa）是秘魯的一個區，位於該國中部胡寧大區的丘帕卡省，始建於1933年10月16日，面積129平方公里，海拔高度3,646米，2005年人口3,573，人口密度每平方公里28人。